# Sardonica

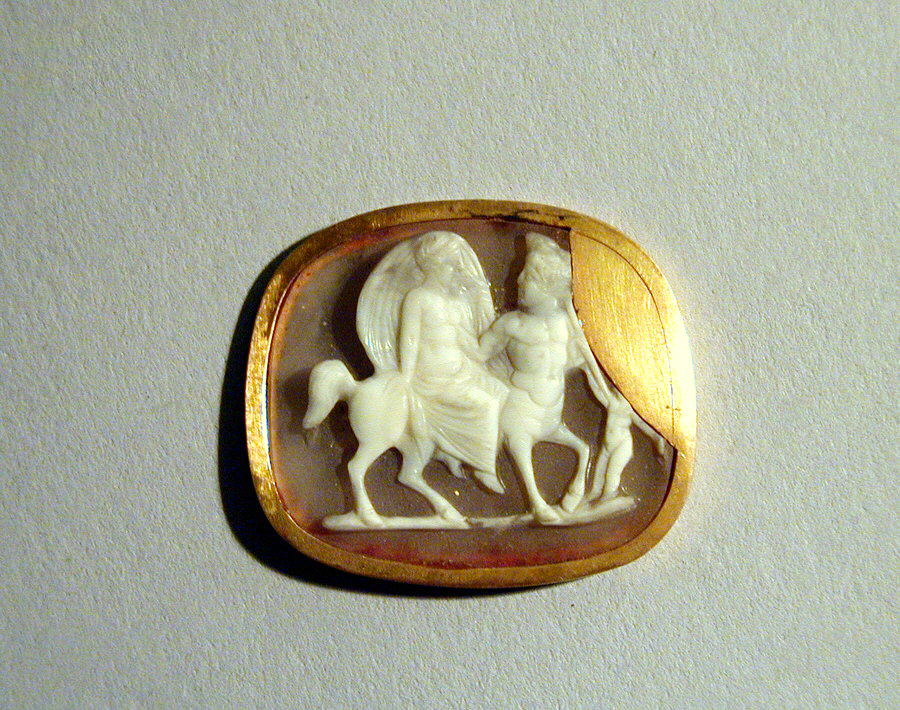
Cammeo in sardonice di una ninfa che cavalca un centauro

La sardonica è una varietà di onice nota anche come sardonice.

## Storia
Definita da Plinio aegyptillae per la provenienza dall'Egitto. Il Gran Cammeo di Francia è uno dei più noti cammei realizzati con la sardonica in epoca imperiale.

## Descrizione
Pietra preziosa dal colore marrone all'arancio scuro, la sardonica si presta facilmente all'incisione.